# Tianjin Open 2014
Tianjin Open 2014 byl tenisový turnaj pořádaný jako součást ženského okruhu WTA Tour, který se hrál na otevřených dvorcích s tvrdým povrchem v mezinárodním tenisovém centru. Konal se mezi 6. až 12. říjnem 2014 v čínském přímo spravovaném městě Tchien-ťinu, jakožto 1. ročník turnaje.
Turnaj s rozpočtem 250 000 dolarů patřil do kategorie WTA International Tournaments. Nejvýše nasazenou hráčkou ve dvouhře se stala jedenáctá hráčka žebříčku Jelena Jankovićová ze Srbska. Singlový titul získala Američanka Alison Riskeová. Deblovou část vyhrála rusko-australská dvojice Alla Kudrjavcevová a Anastasia Rodionovová.

## Distribuce bodů a finančních odměn

### Distribuce bodů
| Soutěž      | vítězky | finalistky | semifinalistky | čtvrtfinalistky | 16 v kole | 32 v kole | Q  | Q2 | Q1 |
| ----------- | ------- | ---------- | -------------- | --------------- | --------- | --------- | -- | -- | -- |
| dvouhra žen | 280     | 180        | 110            | 60              | 30        | 1         | 18 | 12 | 1  |
| čtyřhra žen | 280     | 180        | 110            | 60              | 1         |           |    |    |    |

### Finanční odměny
| dvouhra žen                                                   | $43 000 | $21 400 | $11 300 | $5 900 | $3 310 | $1 925 |
| čtyřhra žen                                                   | $12 300 | $6 400  | $1 820  | $960   |        |        |
| částky jsou uvedeny v amerických dolarech, ve čtyřhře na pár. |         |         |         |        |        |        |

## Ženská dvouhra

### Nasazení
| Stát                          | Hráčka              | WTA | Nasazení |
| ----------------------------- | ------------------- | --- | -------- |
| Srbsko                        | Jelena Jankovićová  | 11. | 1.       |
| Čína                          | Pcheng Šuaj         | 24. | 2.       |
| Švýcarsko                     | Belinda Bencicová   | 34. | 3.       |
| Spojené státy                 | Varvara Lepčenková  | 35. | 4.       |
| Čína                          | Čang Šuaj           | 48. | 5.       |
| Spojené státy                 | Alison Riskeová     | 60. | 6.       |
| Portoriko                     | Mónica Puigová      | 64. | 7.       |
| Chorvatsko                    | Ajla Tomljanovićová | 69. | 8.       |
| Žebříček WTA k 29. září 2014. |                     |     |          |

### Jiné formy účasti
Následující hráčky obdržely divokou kartu do hlavní soutěže:
- Liou Fang-čou
- Francesca Schiavoneová
- Wu Ho-ching

Následující hráčky postoupily z kvalifikace:
- Ljudmyla Kičenoková
- Nadija Kičenoková
- Jelizaveta Kuličkovová
- Šachar Pe'erová

### Odhlášení
před zahájením turnaje
- Daniela Hantuchová (poranění levého kolena)
- Johanna Kontaová
- Jaroslava Švedovová
- Lesja Curenková
- Yanina Wickmayerová (alergie)
- Aleksandra Wozniaková
- Věra Zvonarevová

v průběhu turnaje
- Romina Oprandiová (viróza)

### Skrečování
- Pcheng Šuaj

## Ženská čtyřhra

### Nasazení
| Stát                                                                      | Hráčka             | Stát       | Hráčka                | WTA  | Nasazení |
| ------------------------------------------------------------------------- | ------------------ | ---------- | --------------------- | ---- | -------- |
| Švýcarsko                                                                 | Martina Hingisová  | Itálie     | Flavia Pennettaová    | 28.  | 1.       |
| Rusko                                                                     | Alla Kudrjavcevová | Austrálie  | Anastasia Rodionovová | 38.  | 2.       |
| Spojené státy                                                             | Alison Riskeová    | Chorvatsko | Ajla Tomljanovićová   | 160. | 3.       |
| Tchaj-wan                                                                 | Chan Chin-wei      | Čína       | Sü I-fan              | 169. | 4.       |
| Žebříček WTA k 29. září 2014; číslo je součtem umístění obou členek páru. |                    |            |                       |      |          |

### Odhlášení
v průběhu turnaje
- Romina Oprandiová (viróza)

## Přehled finále

### Ženská dvouhra
- Alison Riskeová vs.  Belinda Bencicová, 6–3, 6–4

### Ženská čtyřhra
- Alla Kudrjavcevová /  Anastasia Rodionovová vs.  Sorana Cîrsteaová /  Andreja Klepačová, 6–7(6–8), 6–2, [10–8]